# 5992 Nittler
5992 Nittler (1981 DZ) là một tiểu hành tinh vành đai chính được phát hiện ngày 28 tháng 2 năm 1981 bởi S. J. Bus ở Đài thiên văn Siding Spring trong khóa học thuộc Khảo sát tiểu hành tinh Schmidt-Caltech vương quốc Anh.